# Friedrich Paulus
Friedrich Wilhelm Ernst Paulus (ur. 23 września 1890 w Guxhagen, zm. 1 lutego 1957 w Dreźnie) – niemiecki wojskowy i historyk wojskowości, feldmarszałek, jeden z głównych planistów Wehrmachtu, współautor operacji „Barbarossa”, w 1942 roku przeniesiony do służby frontowej, mianowany dowódcą 6 Armii i ataku na Stalingrad. Po zażartych walkach, wykrwawieniu i otoczeniu własnych wojsk poddał się, w niewoli podjął kolaborację z ZSRR. Uczestnik I i II wojny światowej.

## Młodość i okres przed II wojną światową
Friedrich Wilhelm Ernst Paulus urodził się 23 września 1890 roku w Breitenau, części miasta Guxhagen. Mimo że potocznie mówi się o Paulusie jako o szlachcicu, dodając przydomek von, jest to błąd historyczny. Był synem biednego i mało znaczącego urzędnika. Gdy był młodzieńcem, nazywano go żartobliwie „lordem”. Później, wraz ze szlifami i nader wartościowymi osiągnięciami, zyskał przydomek „majora z seksapilem”. Było to związane z faktem, że Paulus świetnie się prezentował, był szarmancki i kurtuazyjny. Dbał o elegancję i higienę (ponoć czasami zmieniał bieliznę osobistą 6 razy dziennie) oraz zwracał szczególną i wyjątkową uwagę na prawidłową postawę ciała, dzięki czemu zawsze poruszał się z gracją. Uważał, iż tylko w ten sposób może choć powierzchownie dorównać swym rówieśnikom z lepszych rodzin.
Pomimo trudności finansowych rodziców Paulus uczył się w gimnazjum w Kassel, gdzie w 1909 roku otrzymał świadectwo dojrzałości.
Po nieudanych staraniach o przyjęcie do Marynarki Wojennej, najbardziej elitarnej części armii cesarskiej, młody Paulus zdecydował się na studia uniwersyteckie. Rozpoczął naukę na wydziale prawa na Uniwersytecie Filipa w Marburgu. Uczył się bardzo dobrze i pilnie, gdyż sądził, iż tylko ciężką pracą można osiągnąć dobrą pozycje w hierarchii społecznej. W marcu 1910 roku, skończywszy jeden semestr studiów, wstąpił ochotniczo jako szeregowy do 3. Badeńskiego Pułku Piechoty w Rastatt.
W niedługim czasie awansował na stopień chorążego. Wkrótce też został skierowany do szkoły wojskowej w Emgers, a w sierpniu 1911 roku otrzymał stopień podporucznika. Mając 22 lata, poślubił wywodzącą się z jednego z najznamienitszych rodów rumuńskich Elenę Rosetti-Solescu, siostrę kolegi z pułku. 
Podczas I wojny światowej służył w Niemieckim Korpusie Alpejskim, w którym walczył m.in. na Bałkanach oraz pod Verdun. Osiągnął stopień kapitana. Jego służba miała głównie charakter sztabowy. Paulus zawsze przejawiał do niej największe predyspozycje i zdolności.
Po wojnie, w październiku 1922 roku, odesłano Paulusa do Berlina na specjalny kurs dla oficerów sztabu generalnego, zorganizowany przez Ministerstwo Reichswehry. Później młody oficer przeszedł jeszcze jeden kurs w Wyższej Szkole Technicznej. Po ukończeniu szkoleń w 1924 roku powrócił do służby, lecz nie na długo. W 1929 roku wrócił na uczelnię w okręgu Badenia-Wirtembergia, ale już w roli wykładowcy.
W dwudziestoleciu międzywojennym Paulus dowodził eksperymentalną jednostką pancerną. W 1938 roku został szefem sztabu XVI Korpusu Armijnego generała Heinza Guderiana.

## II wojna światowa
Krótko przed wybuchem II wojny światowej Friedrich Paulus objął dowództwo nad 4 Gruppenkommando. Podczas niemieckiej agresji na Polskę został szefem sztabu 10 Armii, która 26 października 1939 roku została przemianowana na 6 Armię Polową. Po udanej operacji „Fall Weiss” Paulus wziął również udział w agresji na Francję i kraje Beneluksu.
29 listopada 1940 roku w Berlinie Paulus – wówczas w stopniu generała majora – został promotorem ściśle tajnych, przeprowadzonych na wielką skalę symulacji działań strategicznych na froncie wschodnim.
W maju 1941 roku awansował i został głównym kwatermistrzem, tj. pierwszym zastępcą szefa wojsk lądowych. Na tym stanowisku przygotowywał i wprowadzał korekty do planu wojny ze Związkiem Radzieckim, zwanego operacją Barbarossa.
Na ziemiach polskich, krótko przed atakiem III Rzeszy na ZSRR, stacjonował prawdopodobnie w Nowej Dębie.

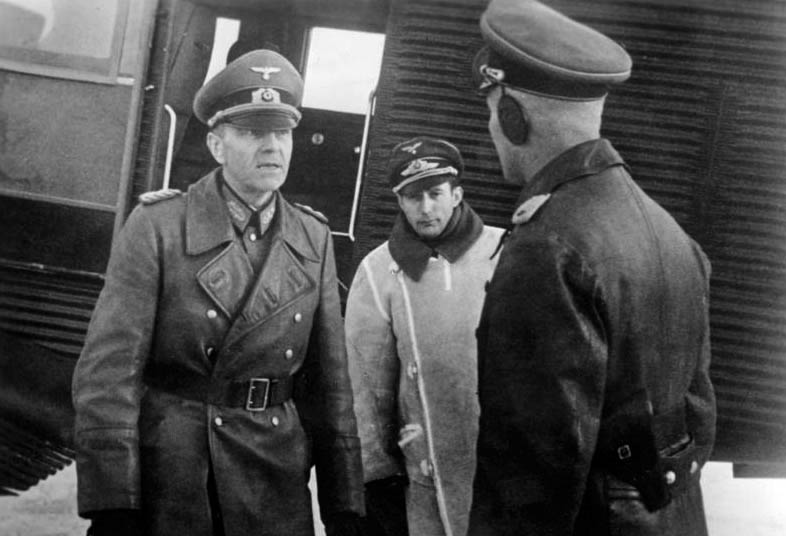
Friedrich Paulus na południu Związku Radzieckiego w styczniu 1942 roku

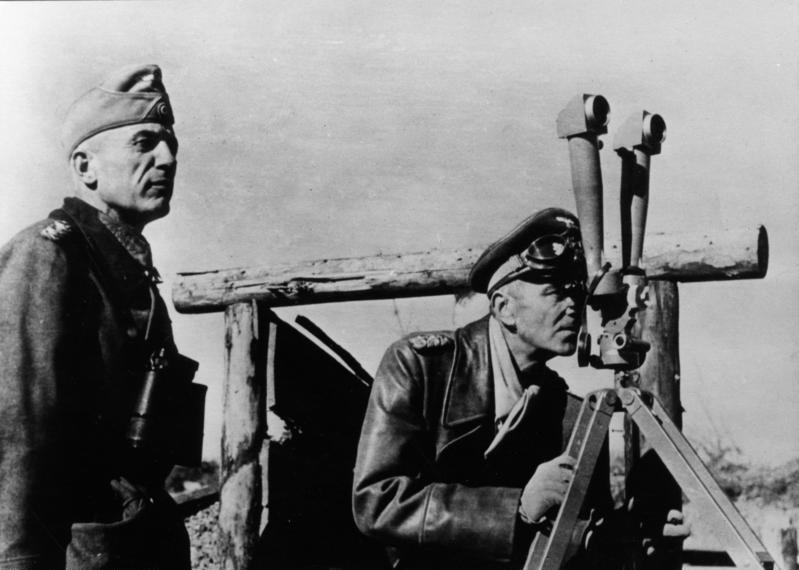
Friedrich Paulus (po prawej) i generał Walther von Seydlitz-Kurzbach w Związku Radzieckim w listopadzie 1942 roku

Choć Paulus nie miał doświadczenia w dowodzeniu dużą formacją, wkrótce potem feldmarszałek Walter von Reichenau polecił go na stanowisko dowódcy 6 Armii, którym to Paulus nominalnie został w styczniu 1942 roku. Z tą armią Paulus odniósł szereg sukcesów, m.in. odpierając radziecką ofensywę na Charków w 1942 roku. W sierpniu 1942 roku zdecydowano, iż armia Paulusa zostanie skierowana do walk o zdobycie Stalingradu.
Pomimo wielokrotnie ponawianych ataków, miasto nie zostało ostatecznie zdobyte przez Niemców, chociaż zajęli oni około 90% jego terenu. Przeciwnie – z biegiem czasu 6 Armia została okrążona i niemal całkowicie odcięta od zaopatrzenia, które w niewystarczającym stopniu dostarczane było drogą powietrzną. Paulus zdawał sobie sprawę ze złego położenia swoich wojsk i był zwolennikiem wyrwania się z okrążenia, mając równocześnie świadomość, że będzie się to wiązało z utratą znacznej części ciężkiego sprzętu. Oddziały pancerne pod dowództwem generała Walthera von Seydlitz-Kurzbacha miały przerwać pierścień okrążenia. Adolf Hitler zakazał jednak jakichkolwiek działań odwrotowych, obiecując zaopatrzenie 6 Armii z powietrza, a następnie przywrócenie połączenia z resztą wojsk w wyniku równoczesnego ataku z zewnątrz i wewnątrz kotła.
W bardzo ciężkich zimowych warunkach, przy ostrym mrozie i zamieci śnieżnej, oddziały pod dowództwem feldmarszałka Ericha von Mansteina próbowały 12 grudnia uderzeniem z zewnątrz przerwać okrążenie. Operacja odsieczy z zewnątrz nosiła kryptonim Wintergewitter (Burza zimowa). Wyrwanie się z okrążenia wojsk w kotle i wyjście odsieczy naprzeciw nosiło kryptonim Donnerschlag (Uderzenie pioruna). Von Manstein odebrał rozkaz Hitlera w ten sposób, iż ma otworzyć korytarz, przez który wydostanie się 6 Armia i przeprowadzona zostanie ewakuacja. Z drugiej strony Paulus dostał rozkazy, które mówiły o utrzymaniu miasta za wszelką cenę. Von Manstein liczył na równoczesne ze swoim uderzenie Paulusa i połączenie obu armii. Jednak Paulus odmawiał rozpoczęcia akcji bez rozkazu Hitlera i padł tym samym ofiarą własnego posłuszeństwa. Rozkazy Hitlera nie nadeszły nigdy. Pomimo lokalnych sukcesów, próby przebicia się przez okrążenie nie powiodły się. W pewnym momencie obie armie dzieliło tylko kilkanaście kilometrów bronionych przez oddziały sowieckie. Cały czas próbowano dostarczać zaopatrzenie drogą powietrzną, lecz wbrew zapewnieniom głównego dowódcy Luftwaffe, Hermanna Göringa, nie zdołano tą drogą (głównie z powodu braku lotnisk i dostatecznej liczby samolotów transportowych oraz niezwykle ciężkich warunków atmosferycznych) należycie zaopatrzyć wojska Paulusa. W efekcie brakowało żywności, materiałów pędnych oraz amunicji.

Nieudane próby przerwania blokady, brak właściwego zaopatrzenia oraz potęgujące się bombardowania i ataki wojsk sowieckich spowodowały, że wojsko Paulusa znalazło się w tragicznym położeniu. Sytuację tę obrazują słowa Paulusa, które wypowiedział do jednego ze swych oficerów: 

Ludzie padają z wyczerpania. Od czterech dni już nic nie jedli. Co ja mam powiedzieć jako dowódca armii, gdy żołnierz przychodzi do mnie i mówi: Panie generale, proszę mi dać kromkę chleba. Zjadamy ostatnie konie. Czy kiedykolwiek wyobrażał pan sobie naszych żołnierzy, jak rzucają się na padłego konia, odcinają głowę i wyjadają surowy mózg? Jak możemy walczyć, skoro nasi żołnierze nawet nie mają zimowych mundurów?.

Adolf Hitler kategorycznie zakazał jednak kapitulacji i rozkazał bronić miasta, choćby do ostatniego żołnierza. Oprócz obsesyjnego uporu Hitlera przedłużanie się walk wiązało znaczne siły sowieckie, które nie mogły zostać użyte w działaniach ofensywnych na innych kierunkach. W tym kontekście poświęcenie 6 Armii miało istotne znaczenie strategiczne i prawdopodobnie zapobiegło załamaniu się całego frontu południowego.

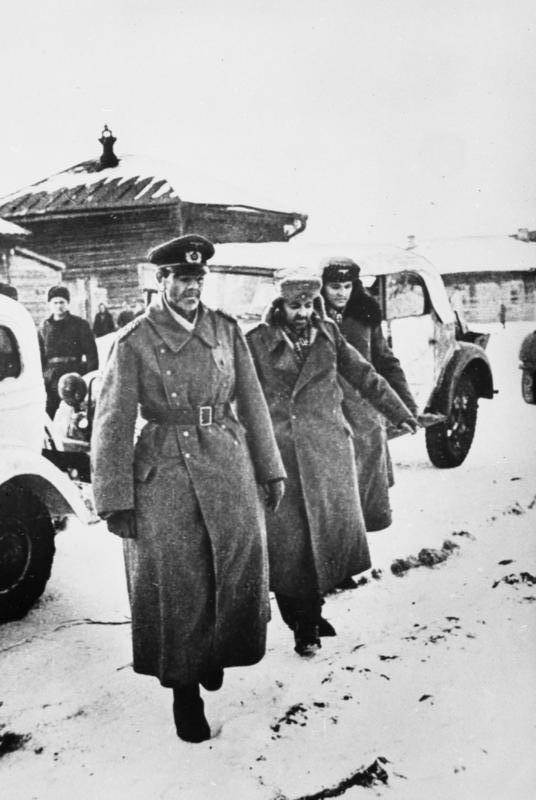
Feldmarszałek Friedrich Paulus udający się do niewoli radzieckiej

30 stycznia 1943 roku, Paulus został awansowany przez Hitlera do stopnia feldmarszałka. Adolf Hitler liczył na to, że Paulus nie skapituluje i popełni samobójstwo, bowiem od 1871 roku żaden niemiecki feldmarszałek nie dał się żywcem wziąć do niewoli. W mniemaniu Hitlera samobójstwo Paulusa stanowiłoby symbol nieustępliwości wojsk niemieckich. Paulus nie zamierzał odebrać sobie życia i 31 stycznia 1943 roku wraz ze 100 000 żołnierzy bezwarunkowo poddał się dowódcy 64 Armii – generałowi Michaiłowi Szumiłowowi. Jeszcze tego samego dnia został po raz pierwszy przesłuchany w sztabie 64 Armii, mieszczącym się w domu w Bekietowce. Po przesłuchaniach, w marcu 1943 roku, wraz z innymi wyższymi oficerami Wehrmachtu został zesłany do łagru Krasnogorodskij Nr 27. Hitler, gdy dowiedział się o kapitulacji Paulusa i jego oddaniu się w ręce sowieckie, wpadł we wściekłość, mówiąc, że kobieta pozbawiona godności potrafi popełnić samobójstwo, a nie ma do tego odwagi feldmarszałek niemiecki. Równocześnie ogłosił, że do końca wojny nikogo już nie mianuje feldmarszałkiem.
Przebywającego w więzieniu Paulusa Wilhelm Pieck, późniejszy prezydent NRD, początkowo bezskutecznie próbował nakłonić do wstąpienia do Komitetu Narodowego Wolne Niemcy (Nationalkomitee Freies Deutschland, NKFD), współzałożonej przez siebie w ZSRR antynazistowskiej organizacji. Pod naciskiem Paulus w końcu zgodził się dołączyć do NKFD, a 8 sierpnia 1944 roku podpisał apel do narodu niemieckiego, nawołujący do wyrzeczenia się Hitlera. Później zaczął nadawać w sowieckim radiu programy propagandowe, w których atakował Hitlera i reżim nazistowski oraz wzywał niemieckich żołnierzy do tego, aby raczej poddawali się Sowietom, niż umierali za führera. Jego postawa spotkała się z oburzeniem wielu niemieckich jeńców wojennych.

## Po II wojnie światowej

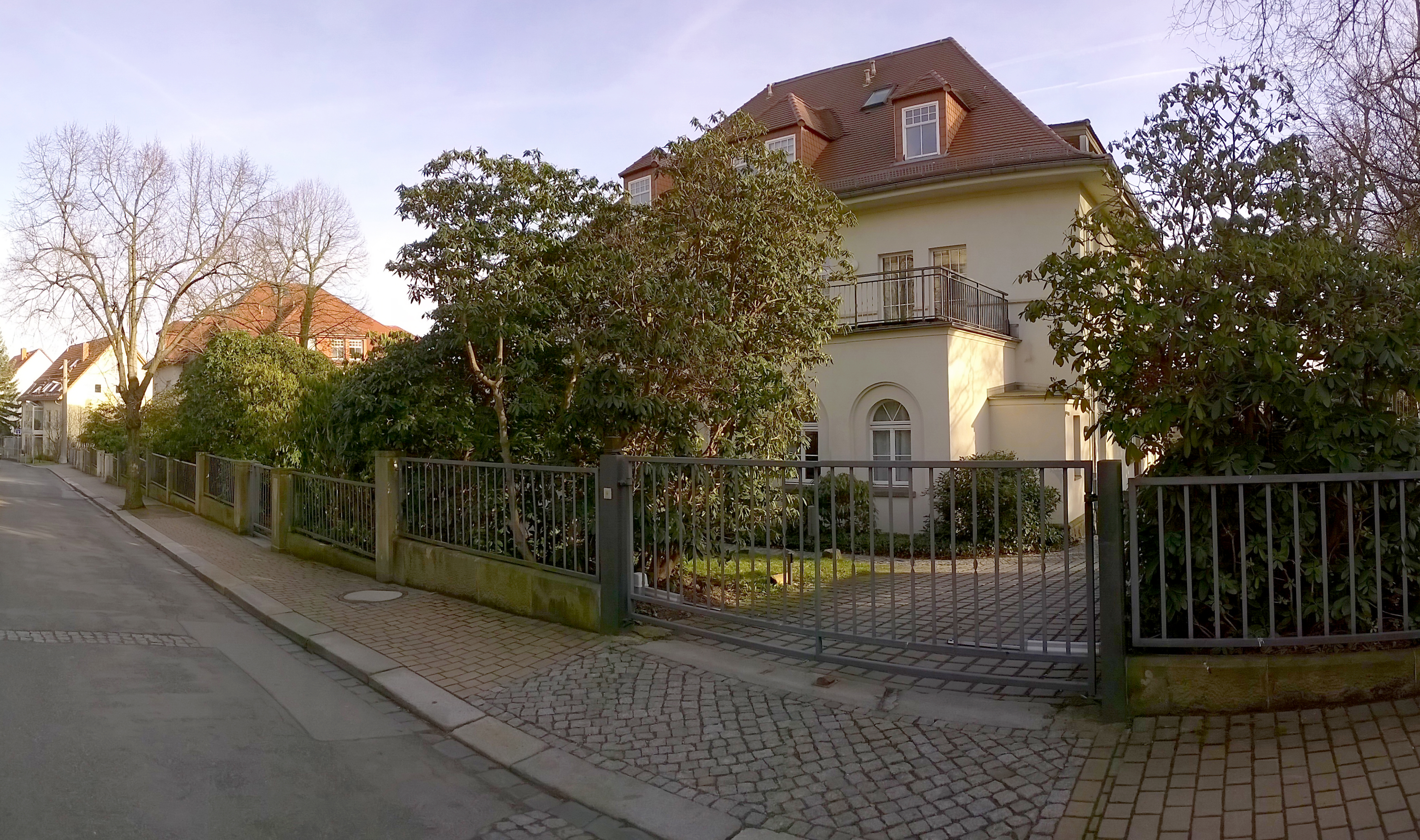
Willa Friedricha Paulusa w Dreźnie-Oberloschwitz

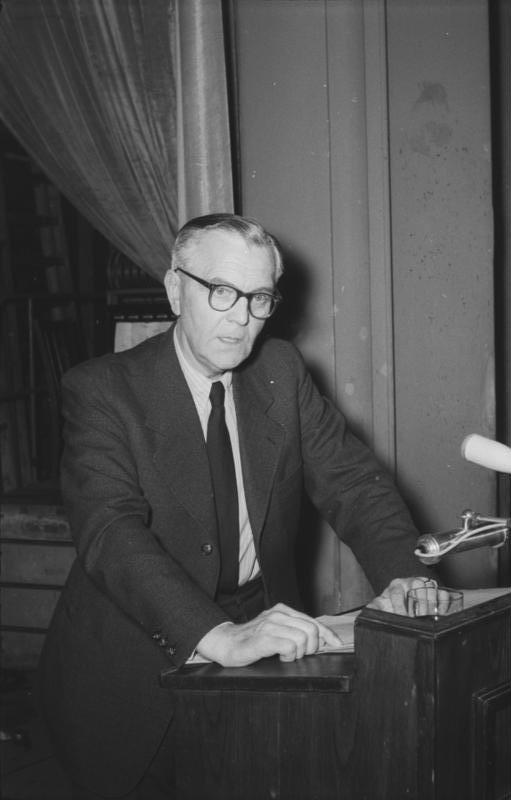
Friedrich Paulus podczas konferencji prasowej w Berlinie Wschodnim w 1954 roku

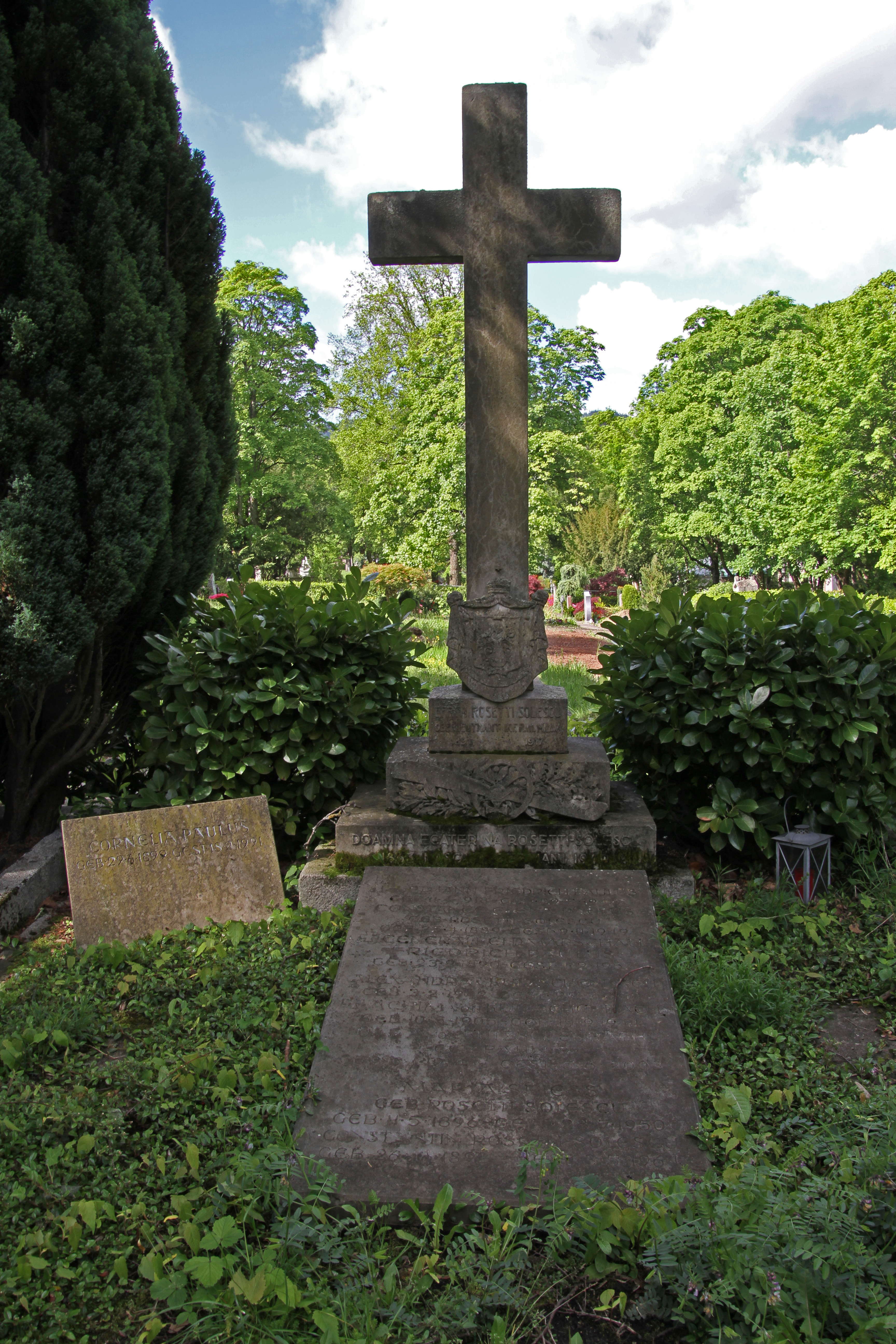
Grób Friedricha Paulusa

Po zakończeniu wojny Friedrich Paulus pozostał w Związku Radzieckim. Na początku 1946 roku przewieziono go do Niemiec, aby zeznawał jako świadek w procesie niemieckich zbrodniarzy wojennych przed Międzynarodowym Trybunałem Wojskowym w Norymberdze. Zrelacjonował wówczas swoją rolę w przygotowaniu operacji Barbarossa, a jako jej głównych architektów wskazał Wilhelma Keitla, Alfreda Jodla i Hermanna Göringa. Chociaż swoimi zeznaniami spełnił oczekiwania radzieckich „opiekunów”, ci odmówili mu spotkania z ciężko chorą wówczas żoną. Zmarła w 1949 roku nie zobaczywszy już więcej męża.
Na zwolnienie z radzieckiej niewoli Paulus musiał czekać do 1953 roku. We wrześniu tego roku do ZSRR przybył przewodniczący Rady Państwa NRD Walter Ulbricht celem omówienia zwolnienia feldmarszałka, zaś 26 października Paulus przyjechał pociągiem do Berlina Wschodniego. Na miejscu został zabrany na oficjalne przyjęcie kierownictwa państwowego i partyjnego NRD. Jako miejsce zamieszkania przydzielono mu willę w drezdeńskiej dzielnicy Oberloschwitz. Otrzymał także przywilej posiadania własnej broni krótkiej i zachodnioniemieckiego samochodu Opel Kapitän. W NRD Paulus pozostawał pod pełną obserwacją Państwowej Służby Bezpieczeństwa, jego korespondencja pocztowa była sprawdzana, zaś telefon i miejsce zamieszkania podsłuchiwane.
Krótko po przyjeździe Paulusa do NRD prasa w RFN spekulowała, czy feldmarszałek będzie uczestniczyć w tworzeniu wojsk lądowych NRD, które wówczas funkcjonowały zakamuflowane jako Kasernierte Volkspolizei (KVP; pol. „Skoszarowana Policja Ludowa”). W rzeczywistości Paulus tylko doradzał jej dowódcom. Został też szefem instytutu historycznego przy akademii KVP w Dreźnie. Na zlecenie władz próbował jednoczyć żyjących w obydwu państwach niemieckich weteranów Wehrmachtu do walki przeciw wstąpieniu RFN do NATO. Plan ten, z uwagi na to, że Paulus na Zachodzie był skompromitowany kolaboracją z Sowietami nie przyniósł spodziewanych rezultatów.
W pewnym momencie Paulus wycofał się z życia publicznego ze względów zdrowotnych – cierpiał na stwardnienie zanikowe boczne. Zmarł w swojej willi 1 lutego 1957 roku nie dokończywszy naukowego opracowania bitwy stalingradzkiej. Został pochowany z wojskowymi honorami na cmentarzu w Dreźnie-Tolkewitz. W późniejszych latach jego ciało zostało sprowadzone do RFN i pochowane obok zwłok żony w Baden-Baden.

## Odznaczenia
- Okucie Ponownego Nadania Krzyża Żelaznego II Klasy (21 września 1939)[17]
- Okucie Ponownego Nadania Krzyża Żelaznego I Klasy (27 września 1939)[17]
- Wspomnienie w Wehrmachtbericht (30 maja 1942, 11 sierpnia 1942, 31 stycznia 1943, 1 lutego 1943, 3 lutego 1943)[17]
- Krzyż Rycerski Krzyża Żelaznego (26 sierpnia 1942)[17]
- Liście Dębu do Krzyża Rycerskiego (15 stycznia 1943)[17]
- Order Michała Walecznego (5 lutego 1943)[17]
  - III Klasy
  - II Klasy
  - I Klasy
- Krzyż Honorowy dla Walczących na Froncie[17]
- Medal Pamiątkowy 13 marca 1938[17]
- Medal Pamiątkowy 1 października 1938 z okuciem Zamek Praga[17]
- Medal za Kampanię Zimową na Wschodzie 1941/1942[17]
- Odznaka za 25-letnią Służbę w Heer[17]
- Order Zasługi Wojskowej IV klasy z mieczami[18]
- Kawaler Orderu Lwa Zeryngeńskiego II klasy z mieczami[18]
- Krzyż Zasługi Wojskowej I klasy[18]
- Krzyż Zasługi Wojennej Saksonii-Meningen[18]
- Krzyż Zasługi Wojskowej III klasy z dekoracją wojenną[18]
- Order Krzyża Wolności I Klasy[17]

## Upamiętnienie formacji, której jeńcem był Paulus
Friedricha Paulusa wzięła do niewoli 1. kompania 255 Wołgogradzko-Korsuńskiego Pułku Zmechanizowanego Gwardii. Pułk ten po II wojnie światowej stacjonował na terytorium Polski, w Pstrążu. Na budynku 1. kompanii widniała pamiątkowa tablica o treści:
1-a kompania 255 PZ Gw. w Stalingradzie wzięła do niewoli feldmarszałka Paulusa. Tablica ta nie zachowała się po opuszczeniu Polski przez Armię Radziecką.